# Ліга націй УЄФА 2022—2023 (Ліга A)
Ліга націй УЄФА 2022—2023 — Ліга A (англ. 2022–23 UEFA Nations League A) — вищий дивізіон Ліги націй УЄФА 2022—2023, що пройшов у 2022—2023 роках за участю чоловічих збірних команд 16 членів асоціацій УЄФА. Груповий етап пройшов з 1 червня по 27 вересня 2022 року, а в червні 2023 року відбувся фінал чотирьох, в якому визначився переможець турніру.

## Формат
Формат Ліги A залишився незмінним з попереднього сезону. 16 команд (місця з 1 по 16 в списку учасників Ліги націй 2022—23) будуть поділені на 4 групи по 4 команди кожна. Кожна команда грає 6 матчів (вдома та на виїзді з кожною командою в своїй групі). Команди грають подвійні тури (по 2 матчі поспіль) у червні та вересні. Переможець кожної групи проходить до Фіналу чотирьох, а команди, що посіли 4-е місце, вилітають до Ліги B Ліги націй 2024-25.
Переможці чотирьох груп потраплять до груп кваліфікації Євро-2024, що складаються з 5-и команд (щоб учасники мали час для матчів Фіналу чотирьох).

## Учасники

### Зміни в списку учасників
Після сезону 2020–21 у Лізі A відбулися такі зміни:
| З Ліги B (підвищення)                |
| ------------------------------------ |
| - Австрія - Угорщина - Уельс - Чехія |

| До Ліги B (пониження)                                |
| ---------------------------------------------------- |
| - Боснія і Герцеговина - Ісландія - Україна - Швеція |

### Жеребкування
Для жеребкування команди було поділено на кошики на основі загального рейтингу Ліги націй 2020-21.
| Команда      | Рейт |
| ------------ | ---- |
| Франція (ПП) | 1    |
| Іспанія      | 2    |
| Італія       | 3    |
| Бельгія      | 4    |

| Команда    | Рейт |
| ---------- | ---- |
| Португалія | 5    |
| Нідерланди | 6    |
| Данія      | 7    |
| Німеччина  | 8    |

| Команда   | Рейт |
| --------- | ---- |
| Англія    | 9    |
| Польща    | 10   |
| Швейцарія | 11   |
| Хорватія  | 12   |

| Команда  | Рейт |
| -------- | ---- |
| Уельс    | 13   |
| Австрія  | 14   |
| Чехія    | 15   |
| Угорщина | 16   |

Жеребкування групових етапів відбулося 16 грудня 2021 о 19:00 (18:00 CET) у  Монтре. В кожну групу потрапляє одна команда з кожного кошику.

## Групи
17 грудня 2021, наступного дня після жеребкування, УЄФА затвердили календар групового етапу.
Час вказано в EEST (київський час). Місцевий час, якщо відрізняється, вказано в дужках.

### Група 1
| Поз | Команда      | І | В | Н | П | ГЗ | ГП | РГ | О  | Кваліфікація             |     | Хорватія | Данія | Франція | Австрія |
| --- | ------------ | - | - | - | - | -- | -- | -- | -- | ------------------------ | --- | -------- | ----- | ------- | ------- |
| 1   | Хорватія (A) | 6 | 4 | 1 | 1 | 8  | 6  | +2 | 13 | Вихід у фінал Ліги націй |     | —        | 2:1   | 1:1     | 0:3     |
| 2   | Данія        | 6 | 4 | 0 | 2 | 9  | 5  | +4 | 12 |                          |     | 0:1      | —     | 2:0     | 2:0     |
| 3   | Франція      | 6 | 1 | 2 | 3 | 5  | 7  | −2 | 5  |                          | 0:1 | 1:2      | —     | 2:0     |         |
| 4   | Австрія (R)  | 6 | 1 | 1 | 4 | 6  | 10 | −4 | 4  | Виліт в Лігу B           |     | 1:3      | 1:2   | 1:1     | —       |

| 3 червня 2022 21:45 (20:45 CEST) |

| Хорватія | 0:3      | Австрія                                        |
| -------- | -------- | ---------------------------------------------- |
|          | Протокол | - Арнаутович 41' - Грегорич 54' - Забітцер 57' |

| Градскі врт, Осієк Арбітр: Кріс Кавана (Англія) |

| 3 червня 2022 21:45 (20:45 CEST) |

| Франція       | 1:2      | Данія                |
| ------------- | -------- | -------------------- |
| - Бензема 51' | Протокол | - Корнеліус 68', 88' |

| Стад-де-Франс, Сен-Дені Арбітр: Фелікс Цваєр (Німеччина) |

| 6 червня 2022 21:45 (20:45 CEST) |

| Хорватія              | 1:1      | Франція     |
| --------------------- | -------- | ----------- |
| - Крамарич 83' (пен.) | Протокол | - Рабйо 52' |

| Полюд, Спліт Арбітр: Марко Гвіда (Італія) |

| 6 червня 2022 23:15 (22:15 CEST) |

| Австрія      | 1:2      | Данія                       |
| ------------ | -------- | --------------------------- |
| - Шлагер 67' | Протокол | - Гейб'єрг 28' - Ларсен 84' |

| Ернст-Гаппель-Штадіон, Відень Арбітр: Вільям Коллам (Шотландія) |

| 10 червня 2022 21:45 (20:45 CEST) |

| Данія | 0:1      | Хорватія      |
| ----- | -------- | ------------- |
|       | Протокол | - Пашалич 69' |

| Паркен, Копенгаген Арбітр: Бартош Франковський (Польща) |

| 10 червня 2022 21:45 (20:45 CEST) |

| Австрія       | 1:1      | Франція      |
| ------------- | -------- | ------------ |
| - Вайманн 37' | Протокол | - Мбаппе 83' |

| Ернст-Гаппель-Штадіон, Відень Арбітр: Анастасіос Сідіропулос (Греція) |

| 13 червня 2022 21:45 (20:45 CEST) |

| Данія                        | 2:0      | Австрія |
| ---------------------------- | -------- | ------- |
| - Вінд 21' - Сков Ольсен 37' | Протокол |         |

| Паркен, Копенгаген Арбітр: Алехандро Ернандес (Іспанія) |

| 13 червня 2022 21:45 (20:45 CEST) |

| Франція | 0:1      | Хорватія           |
| ------- | -------- | ------------------ |
|         | Протокол | - Модрич 5' (пен.) |

| Стад-де-Франс, Сен-Дені Арбітр: Орел Грінфельд (Ізраїль) |

| 22 вересня 2022 21:45 (20:45 CEST) |

| Хорватія              | 2:1      | Данія         |
| --------------------- | -------- | ------------- |
| - Соса 49' - Маєр 79' | Протокол | - Еріксен 77' |

| Максимир, Загреб Арбітр: Давіде Масса (Італія) |

| 22 вересня 2022 21:45 (20:45 CEST) |

| Франція                 | 2:0      | Австрія |
| ----------------------- | -------- | ------- |
| - Мбаппе 56' - Жіру 65' | Протокол |         |

| Стад-де-Франс, Сен-Дені Арбітр: Андреас Екберг (Швеція) |

| 25 вересня 2022 21:45 (20:45 CEST) |

| Данія                            | 2:0      | Франція |
| -------------------------------- | -------- | ------- |
| - Дольберг 34' - Сков Ольсен 39' | Протокол |         |

| Паркен, Копенгаген Арбітр: Іштван Ковач (Румунія) |

| 25 вересня 2022 21:45 (20:45 CEST) |

| Австрія          | 1:3      | Хорватія                             |
| ---------------- | -------- | ------------------------------------ |
| - Баумгартнер 9' | Протокол | - Модрич 6' - Лівая 69' - Ловрен 72' |

| Ернст-Гаппель-Штадіон, Відень Арбітр: Артур Діаш (Португалія) |

### Група 2
| Поз | Команда     | І | В | Н | П | ГЗ | ГП | РГ | О  | Кваліфікація             |     | Іспанія | Португалія | Швейцарія | Чехія |
| --- | ----------- | - | - | - | - | -- | -- | -- | -- | ------------------------ | --- | ------- | ---------- | --------- | ----- |
| 1   | Іспанія (A) | 6 | 3 | 2 | 1 | 8  | 5  | +3 | 11 | Вихід у фінал Ліги націй |     | —       | 1:1        | 1:2       | 2:0   |
| 2   | Португалія  | 6 | 3 | 1 | 2 | 11 | 3  | +8 | 10 |                          |     | 0:1     | —          | 4:0       | 2:0   |
| 3   | Швейцарія   | 6 | 3 | 0 | 3 | 6  | 9  | −3 | 9  |                          | 0:1 | 1:0     | —          | 2:1       |       |
| 4   | Чехія (R)   | 6 | 1 | 1 | 4 | 5  | 13 | −8 | 4  | Виліт в Лігу B           |     | 2:2     | 0:4        | 2:1       | —     |

| 2 червня 2022 21:45 (20:45 CEST) |

| Чехія                      | 2:1      | Швейцарія    |
| -------------------------- | -------- | ------------ |
| - Кухта 11' - Соу 58' (аг) | Протокол | - Окафор 44' |

| Сінобо, Прага Арбітр: Даніель Зіберт (Німеччина) |

| 2 червня 2022 21:45 (20:45 CEST) |

| Іспанія      | 1:1      | Португалія |
| ------------ | -------- | ---------- |
| - Мората 25' | Протокол | - Орта 82' |

| Естадіо Беніто Вільямарін, Севілья Арбітр: Майкл Олівер (Англія) |

| 5 червня 2022 21:45 (20:45 CEST) |

| Чехія                  | 2:2      | Іспанія                     |
| ---------------------- | -------- | --------------------------- |
| - Пешек 4' - Кухта 66' | Протокол | - Гаві 45+3' - Мартінес 90' |

| Сінобо, Прага Арбітр: Франсуа Летексьє (Франція) |

| 5 червня 2022 21:45 (19:45 WEST) |

| Португалія                                                  | 4:0      | Швейцарія |
| ----------------------------------------------------------- | -------- | --------- |
| - Вільям Карвалью 15' - Роналду 35', 39' - Жуан Канселу 68' | Протокол |           |

| Жозе Алваладе, Лісабон Арбітр: Орел Грінфельд (Ізраїль) |

| 9 червня 2022 21:45 (19:45 WEST) |

| Португалія                              | 2:0      | Чехія |
| --------------------------------------- | -------- | ----- |
| - Жуан Канселу 33' - Гонсалу Гуедеш 38' | Протокол |       |

| Жозе Алваладе, Лісабон Арбітр: Матей Юг (Словенія) |

| 9 червня 2022 21:45 (20:45 CEST) |

| Швейцарія | 0:1      | Іспанія       |
| --------- | -------- | ------------- |
|           | Протокол | - Сарабія 13' |

| Стад де Женев, Женева Арбітр: Сердар Гезюбююк (Нідерланди) |

| 12 червня 2022 21:45 (20:45 CEST) |

| Іспанія                   | 2:0      | Чехія |
| ------------------------- | -------- | ----- |
| - Солер 24' - Сарабія 75' | Протокол |       |

| Ла Росаледа, Малага Арбітр: Джюнейт Чакир (Туреччина) |

| 12 червня 2022 21:45 (20:45 CEST) |

| Швейцарія      | 1:0      | Португалія |
| -------------- | -------- | ---------- |
| - Сеферович 1' | Протокол |            |

| Стад де Женев, Женева Арбітр: Фран Йович (Хорватія) |

| 24 вересня 2022 21:45 (20:45 CEST) |

| Чехія | 0:4      | Португалія                                               |
| ----- | -------- | -------------------------------------------------------- |
|       | Протокол | - Дало 33', 52' - Бруну Фернандеш 45+2' - Діогу Жота 82' |

| Сінобо, Прага Арбітр: Срджан Йованович (Сербія) |

| 24 вересня 2022 21:45 (20:45 CEST) |

| Іспанія           | 1:2      | Швейцарія                  |
| ----------------- | -------- | -------------------------- |
| - Жорді Альба 55' | Протокол | - Аканджі 21' - Емболо 59' |

| Ла Ромареда, Сарагоса Арбітр: Клеман Тюрпен (Франція) |

| 27 вересня 2022 21:45 (19:45 WEST) |

| Португалія | 0:1      | Іспанія      |
| ---------- | -------- | ------------ |
|            | Протокол | - Мората 88' |

| Муніципальний стадіон, Брага Арбітр: Даніеле Орсато (Італія) |

| 27 вересня 2022 21:45 (20:45 CEST) |

| Швейцарія                  | 2:1      | Чехія     |
| -------------------------- | -------- | --------- |
| - Фройлер 29' - Емболо 30' | Протокол | - Шик 45' |

| Кібунпарк, Санкт-Галлен Арбітр: Ірфан Пельто (Боснія і Герцеговина) |

### Група 3
| Поз | Команда    | І | В | Н | П | ГЗ | ГП | РГ | О  | Кваліфікація             |     | Італія | Угорщина | Німеччина | Англія |
| --- | ---------- | - | - | - | - | -- | -- | -- | -- | ------------------------ | --- | ------ | -------- | --------- | ------ |
| 1   | Італія (A) | 6 | 3 | 2 | 1 | 8  | 7  | +1 | 11 | Вихід у фінал Ліги націй |     | —      | 2:1      | 1:1       | 1:0    |
| 2   | Угорщина   | 6 | 3 | 1 | 2 | 8  | 5  | +3 | 10 |                          |     | 0:2    | —        | 1:1       | 1:0    |
| 3   | Німеччина  | 6 | 1 | 4 | 1 | 11 | 9  | +2 | 7  |                          | 5:2 | 0:1    | —        | 1:1       |        |
| 4   | Англія (R) | 6 | 0 | 3 | 3 | 4  | 10 | −6 | 3  | Виліт в Лігу B           |     | 0:0    | 0:4      | 3:3       | —      |

| 4 червня 2022 19:00 (18:00 CEST) |

| Угорщина              | 1:0      | Англія |
| --------------------- | -------- | ------ |
| - Собослаї 66' (пен.) | Протокол |        |

| Пушкаш Арена, Будапешт Арбітр: Артур Діаш (Португалія) |

| 4 червня 2022 21:45 (20:45 CEST) |

| Італія           | 1:1      | Німеччина    |
| ---------------- | -------- | ------------ |
| - Пеллегріні 70' | Протокол | - Кімміх 73' |

| Ренато Даль'Ара, Болонья Арбітр: Срджан Йованович (Сербія) |

| 7 червня 2022 21:45 (20:45 CEST) |

| Італія                         | 2:1      | Угорщина           |
| ------------------------------ | -------- | ------------------ |
| - Барелла 30' - Пеллегріні 45' | Протокол | - Манчіні 61' (аг) |

| Стадіо Діно Мануцці, Чезена Арбітр: Сандро Шерер (Швейцарія) |

| 7 червня 2022 21:45 (20:45 CEST) |

| Німеччина        | 1:1      | Англія            |
| ---------------- | -------- | ----------------- |
| - Й. Гофманн 50' | Протокол | - Кейн 88' (пен.) |

| Альянц Арена, Мюнхен Арбітр: Карлос дель Серро Гранде (Іспанія) |

| 11 червня 2022 21:45 (20:45 CEST) |

| Угорщина     | 1:1      | Німеччина       |
| ------------ | -------- | --------------- |
| - Ж. Надь 6' | Протокол | - Й. Гофманн 9' |

| Пушкаш Арена, Будапешт Арбітр: Хосе Марія Санчес (Іспанія) |

| 11 червня 2022 21:45 (19:45 BST) |

| Англія | 0:0      | Італія |
| ------ | -------- | ------ |
|        | Протокол |        |

| Молінью, Вулвергемптон Арбітр: Шимон Марциняк (Польща) |

| 14 червня 2022 21:45 (19:45 BST) |

| Англія | 0:4      | Угорщина                                     |
| ------ | -------- | -------------------------------------------- |
|        | Протокол | - Шаллаї 16', 70' - Ж. Надь 80' - Газдаг 89' |

| Молінью, Вулвергемптон Арбітр: Клеман Тюрпен (Франція) |

| 14 червня 2022 21:45 (20:45 CEST) |

| Німеччина                                                           | 5:2      | Італія                        |
| ------------------------------------------------------------------- | -------- | ----------------------------- |
| - Кімміх 10' - Гюндоган 45+4' (пен.) - Мюллер 51' - Вернер 68', 69' | Протокол | - Ньйонто 78' - Бастоні 90+4' |

| Боруссія Парк, Менхенгладбах Арбітр: Іштван Ковач (Румунія) |

| 23 вересня 2022 21:45 (20:45 CEST) |

| Італія          | 1:0      | Англія |
| --------------- | -------- | ------ |
| - Распадорі 68' | Протокол |        |

| Сан-Сіро, Мілан Арбітр: Хесус Хіль Мансано (Іспанія) |

| 23 вересня 2022 21:45 (20:45 CEST) |

| Німеччина | 0:1      | Угорщина        |
| --------- | -------- | --------------- |
|           | Протокол | - Ад. Салаї 17' |

| Ред Булл Арена, Лейпциг Арбітр: Славко Винчич (Словенія) |

| 26 вересня 2022 21:45 (20:45 CEST) |

| Угорщина | 0:2      | Італія                        |
| -------- | -------- | ----------------------------- |
|          | Протокол | - Распадорі 27' - Дімарко 52' |

| Пушкаш Арена, Будапешт Арбітр: Бенуа Бастьєн (Франція) |

| 26 вересня 2022 21:45 (19:45 BST) |

| Англія                                  | 3:3      | Німеччина                               |
| --------------------------------------- | -------- | --------------------------------------- |
| - Шоу 72' - Маунт 75' - Кейн 83' (пен.) | Протокол | - Гюндоган 52' (пен.) - Гаверц 67', 87' |

| Вемблі, Лондон Арбітр: Данні Маккелі (Нідерланди) |

### Група 4
| Поз | Команда        | І | В | Н | П | ГЗ | ГП | РГ | О  | Кваліфікація             |     | Нідерланди | Бельгія | Польща | Уельс |
| --- | -------------- | - | - | - | - | -- | -- | -- | -- | ------------------------ | --- | ---------- | ------- | ------ | ----- |
| 1   | Нідерланди (A) | 6 | 5 | 1 | 0 | 14 | 6  | +8 | 16 | Вихід у фінал Ліги націй |     | —          | 1:0     | 2:2    | 3:2   |
| 2   | Бельгія        | 6 | 3 | 1 | 2 | 11 | 8  | +3 | 10 |                          |     | 1:4        | —       | 6:1    | 2:1   |
| 3   | Польща         | 6 | 2 | 1 | 3 | 6  | 12 | −6 | 7  |                          | 0:2 | 0:1        | —       | 2:1    |       |
| 4   | Уельс (R)      | 6 | 0 | 1 | 5 | 6  | 11 | −5 | 1  | Виліт в Лігу B           |     | 1:2        | 1:1     | 0:1    | —     |

| 1 червня 2022 19:00 (18:00 CEST) |

| Польща                              | 2:1      | Уельс             |
| ----------------------------------- | -------- | ----------------- |
| - Каміньський 72' - Свідерський 85' | Протокол | - Дж. Вільямс 52' |

| Міський, Вроцлав Арбітр: Раде Обренович (Словенія) |

| 3 червня 2022 21:45 (20:45 CEST) |

| Бельгія         | 1:4      | Нідерланди                                    |
| --------------- | -------- | --------------------------------------------- |
| - Батшуаї 90+3' | Протокол | - Бергвейн 40' - Депай 51', 65' - Дюмфріс 61' |

| ім. короля Бодуена, Брюссель Арбітр: Хосе Марія Санчес Мартінес (Іспанія) |

| 8 червня 2022 21:45 (19:45 BST) |

| Уельс                     | 1:2      | Нідерланди                        |
| ------------------------- | -------- | --------------------------------- |
| - Норрінгтон-Дейвіс 90+2' | Протокол | - Копмейнерс 50' - Веггорст 90+4' |

| Кардіфф Сіті Стедіум, Кардіфф Арбітр: Гленн Нюберг (Швеція) |

| 8 червня 2022 21:45 (20:45 CEST) |

| Бельгія                                                                         | 6:1      | Польща              |
| ------------------------------------------------------------------------------- | -------- | ------------------- |
| - Вітсель 42' - Де Брейне 59' - Троссар 73', 80' - Дендонкер 83' - Опенда 90+3' | Протокол | - Левандовський 28' |

| ім. короля Бодуена, Брюссель Арбітр: Іван Кружляк (Словаччина) |

| 11 червня 2022 21:45 (19:45 BST) |

| Уельс         | 1:1      | Бельгія        |
| ------------- | -------- | -------------- |
| - Джонсон 86' | Протокол | - Тілеманс 51' |

| Кардіфф Сіті Стедіум, Кардіфф Арбітр: Бенуа Бастьєн (Франція) |

| 11 червня 2022 21:45 (20:45 CEST) |

| Нідерланди                  | 2:2      | Польща                     |
| --------------------------- | -------- | -------------------------- |
| - Классен 51' - Дюмфріс 54' | Протокол | - Кеш 18' - Зелінський 49' |

| Де Кейп, Роттердам Арбітр: Халіл Умут Мелер (Туреччина) |

| 14 червня 2022 21:45 (20:45 CEST) |

| Польща | 0:1      | Бельгія       |
| ------ | -------- | ------------- |
|        | Протокол | - Батшуаї 16' |

| Національний, Варшава Арбітр: Ірфан Пельто (Боснія і Герцеговина) |

| 14 червня 2022 21:45 (20:45 CEST) |

| Нідерланди                           | 3:2      | Уельс                             |
| ------------------------------------ | -------- | --------------------------------- |
| - Ланг 17' - Гакпо 23' - Депай 90+3' | Протокол | - Джонсон 26' - Бейл 90+2' (пен.) |

| Де Кейп, Роттердам Арбітр: Гораціу Феснік (Румунія) |

| 22 вересня 2022 21:45 (20:45 CEST) |

| Польща | 0:2      | Нідерланди                 |
| ------ | -------- | -------------------------- |
|        | Протокол | - Гакпо 13' - Бергвейн 60' |

| Національний, Варшава Арбітр: Алехандро Ернандес (Іспанія) |

| 22 вересня 2022 21:45 (20:45 CEST) |

| Бельгія                       | 2:1      | Уельс     |
| ----------------------------- | -------- | --------- |
| - Де Брейне 10' - Батшуаї 37' | Протокол | - Мур 50' |

| ім. короля Бодуена, Брюссель Арбітр: Алі Палабіюк (Туреччина) |

| 25 вересня 2022 21:45 (19:45 BST) |

| Уельс | 0:1      | Польща            |
| ----- | -------- | ----------------- |
|       | Протокол | - Свідерський 58' |

| Кардіфф Сіті Стедіум, Кардіфф Арбітр: Андріс Трейманіс (Латвія) |

| 25 вересня 2022 21:45 (20:45 CEST) |

| Нідерланди     | 1:0      | Бельгія |
| -------------- | -------- | ------- |
| - ван Дейк 73' | Протокол |         |

| Йоган Кройф Арена, Амстердам Арбітр: Ентоні Тейлор (Англія) |

## Фінал чотирьох
Господаря фінального турніру буде обрано серед чотирьох учасників. Суперників у півфіналі буде визначено відкритим жеребкуванням.  Незалежно від жеребкування, господарі (разом із обраним жеребкуванням суперником) потрапляють до півфіналу 1 як номінальний (і фактичний) господар.

### Сітка
|  | Півфінали                  | Півфінали      |                            |       | Фінал | Фінал |
|  |                            |                |                            |       |       |       |
|  | 14 червня 2023 — Роттердам |                |                            |       |       |       |
|  |                            |                |                            |       |       |       |
|  | Нідерланди                 | 2              |                            |       |       |       |
|  | Нідерланди                 | 2              | 18 червня 2023 — Роттердам |       |       |       |
|  | Хорватія (дч)              | 4              |                            |       |       |       |
|  | Хорватія (дч)              | 4              | Хорватія                   | 0 (4) |       |       |
|  | 15 червня 2023 — Енсхеде   |                | Хорватія                   | 0 (4) |       |       |
|  |                            | Іспанія (пен.) | 0 (5)                      |       |       |       |
|  | Іспанія                    | Іспанія (пен.) | 0 (5)                      | 2     |       |       |
|  | Іспанія                    |                |                            | 2     |       |       |
|  | Італія                     | 1              |                            |       |       |       |
|  | Італія                     | 1              | Матч за 3-тє місце         |       |       |       |
|  |                            |                |                            |       |       |       |
|  | 18 червня 2023 — Енсхеде   |                |                            |       |       |       |
|  |                            |                |                            |       |       |       |
|  | Нідерланди                 | 2              |                            |       |       |       |
|  | Нідерланди                 | 2              |                            |       |       |       |
|  | Італія                     | 3              |                            |       |       |       |

### Півфінали
| 14 червня 2023 21:45 (20:45 CEST) |

| Нідерланди               | 2–4 (д.ч.) | Хорватія                                                                |
| ------------------------ | ---------- | ----------------------------------------------------------------------- |
| - Мален 34' - Ланг 90+6' | Протокол   | - Крамарич 55' (пен.) - Пашалич 72' - Петкович 98' - Модрич 116' (пен.) |

| Де Кейп, Роттердам Глядачів: 39 359 Арбітр: Іштван Ковач (Румунія) |

| 15 червня 2023 21:45 (20:45 CEST) |

| Іспанія                | 2–1      | Італія                |
| ---------------------- | -------- | --------------------- |
| - Піно 3' - Хоселу 88' | Протокол | - Іммобіле 11' (пен.) |

| Гролс Весте, Енсхеде Глядачів: 24 558 Арбітр: Славко Винчич (Словенія) |

### Матч за третє місце
| 18 червня 2023 16:00 (15:00 CEST) |

| Нідерланди                     | 2–3      | Італія                                  |
| ------------------------------ | -------- | --------------------------------------- |
| - Бергвейн 68' - Вейналдум 89' | Протокол | - Дімарко 6' - Фраттезі 20' - К'єза 72' |

| Гролс Весте, Енсхеде Глядачів: 21 292 Арбітр: Гленн Нюберг (Швеція) |

## Найкращі бомбардири
Протягом турніру було забито  126 голів у 48 матчах, з середнім показником 2.63 голів за матч
3 голи
- Міші Батшуаї
- Мемфіс Депай

2 голи
- Гаррі Кейн
- Кевін Де Брейне
- Леандро Троссар
- Андреас Корнеліус
- Андреас Сков Ольсен
- Альваро Мората
- Пабло Сарабія
- Лоренцо Пеллегріні
- Джакомо Распадорі
- Стевен Бергвейн
- Коді Гакпо
- Дензел Дюмфріс
- Тімо Вернер
- Кай Гаверц
- Йонас Гофманн
- Ілкай Гюндоган
- Йозуа Кімміх
- Кароль Свідерський
- Діогу Дало
- Жуан Канселу
- Кріштіану Роналду
- Жолт Надь
- Роланд Шаллаї
- Бреннан Джонсон
- Кіліан Мбаппе
- Лука Модрич
- Ян Кухта
- Брель Емболо

1 гол
- Мейсон Маунт
- Люк Шоу
- Марко Арнаутович
- Крістоф Баумгартнер
- Андреас Вайманн
- Міхаель Грегорич
- Марсель Забітцер
- Ксавер Шлагер
- Аксель Вітсель
- Леандер Дендонкер
- Лої Опенда
- Юрі Тілеманс
- Йонас Вінд
- П'єр-Еміль Гейб'єрг
- Каспер Дольберг
- Крістіан Еріксен
- Єнс Ларсен
- Жорді Альба
- Гаві
- Іньїго Мартінес
- Карлос Солер
- Ніколо Барелла
- Алессандро Бастоні
- Федеріко Дімарко
- Вілфрід Ньйонто
- Ваут Веггорст
- Вірджил ван Дейк
- Деві Классен
- Тен Копмейнерс
- Ноа Ланг
- Томас Мюллер
- Пйотр Зелінський
- Якуб Каміньський
- Метті Кеш
- Роберт Левандовський
- Гонсалу Гуедеш
- Діогу Жота
- Вільям Карвалью
- Рікарду Орта
- Бруну Фернандеш
- Карім Бензема
- Олів'є Жіру
- Адріан Рабйо
- Якуб Пешек
- Патрік Шик
- Мануель Аканджі
- Ноа Окафор
- Гаріс Сеферович
- Ремо Фройлер
- Даніель Газдаг
- Адам Салаї
- Домінік Собослаї
- Гарет Бейл
- Джонатан Вільямс
- Рис Норрінгтон-Дейвіс
- Кіффер Мур
- Андрей Крамарич
- Марко Лівая
- Деян Ловрен
- Ловро Маєр
- Маріо Пашалич
- Борна Соса

1 автогол
- Джанлука Манчіні (проти Угорщини)
- Джибріль Соу (проти Чехії)

## Загальний рейтинг
| Рей | Груп | Команда    | І | В | Н | П | ГЗ | ГП | РГ | О  |
| --- | ---- | ---------- | - | - | - | - | -- | -- | -- | -- |
| 1   | A2   | Іспанія    | 6 | 3 | 2 | 1 | 8  | 5  | +3 | 11 |
| 2   | A1   | Хорватія   | 6 | 4 | 1 | 1 | 8  | 6  | +2 | 13 |
| 3   | A3   | Італія     | 6 | 3 | 2 | 1 | 8  | 7  | +1 | 11 |
| 4   | A4   | Нідерланди | 6 | 5 | 1 | 0 | 14 | 6  | +8 | 16 |
|     |      |            |   |   |   |   |    |    |    |    |
| 5   | A1   | Данія      | 6 | 4 | 0 | 2 | 9  | 5  | +4 | 12 |
| 6   | A2   | Португалія | 6 | 3 | 1 | 2 | 11 | 3  | +8 | 10 |
| 7   | A4   | Бельгія    | 6 | 3 | 1 | 2 | 11 | 8  | +3 | 10 |
| 8   | A3   | Угорщина   | 6 | 3 | 1 | 2 | 8  | 5  | +3 | 10 |
|     |      |            |   |   |   |   |    |    |    |    |
| 9   | A2   | Швейцарія  | 6 | 3 | 0 | 3 | 6  | 9  | −3 | 9  |
| 10  | A3   | Німеччина  | 6 | 1 | 4 | 1 | 10 | 9  | +1 | 7  |
| 11  | A4   | Польща     | 6 | 2 | 1 | 3 | 6  | 12 | −6 | 7  |
| 12  | A1   | Франція    | 6 | 1 | 2 | 3 | 5  | 7  | −2 | 5  |
|     |      |            |   |   |   |   |    |    |    |    |
| 13  | A1   | Австрія    | 6 | 1 | 1 | 4 | 6  | 10 | −4 | 4  |
| 14  | A2   | Чехія      | 6 | 1 | 1 | 4 | 5  | 13 | −8 | 4  |
| 15  | A3   | Англія     | 6 | 0 | 3 | 3 | 4  | 10 | −6 | 3  |
| 16  | A4   | Уельс      | 6 | 0 | 1 | 5 | 6  | 11 | −5 | 1  |

## Дисциплінарні покарання
Показник фейр-плей використовується як один з критеріїв визначення місць команд у таблиці. Показник базується на отриманих у матчах дисциплінарних покараннях (жовті та червоні картки) та розраховується таким чином:
- жовта картка = 1 бал
- червона картка (як результат другої жовтої) = 3 бали
- пряма червона картка = 3 бали
- пряма червона після жовтої картки = 4 бали

До гравця може застосовуватися не більше ніж одне з вищевказаних покарань за один матч.
| Гр. | Команда    | Матч 1 | Матч 2 | Матч 3 | Матч 4  | Матч 5 | Матч 6 | Бали |
| --- | ---------- | ------ | ------ | ------ | ------- | ------ | ------ | ---- |
| A1  | Франція    |        | - 1    |        | - 3     |        |        | 4    |
| A1  | Данія      | - 1    | - 2    | - 2    | - 1     | - 1    | - 2    | 9    |
| A1  | Хорватія   | - 1    | - 1    | - 3    | - 1     | - 1    | - 2    | 9    |
| A1  | Австрія    | - 1    |        | - 4    | - 2     | - 1    | - 2    | 10   |
| A2  | Чехія      | - 2    | - 1    | - 2    |         |        |        | 5    |
| A2  | Іспанія    | - 3    | - 1    |        | - 1     |        | - 2    | 7    |
| A2  | Португалія | - 4    | - 1    | - 4    | - 2     |        | - 3    | 14   |
| A2  | Швейцарія  | - 2    | - 3    | - 4    | - 2     | - 1    | - 2    | 14   |
| A3  | Англія     | - 2    |        | - 2    | - 1 - 1 | - 2    |        | 10   |
| A3  | Німеччина  | - 3    | - 1    | - 1    | - 2     | - 2    | - 2    | 11   |
| A3  | Італія     | - 5    | - 2    | - 3    |         | - 1    | - 1    | 12   |
| A3  | Угорщина   | - 2    | - 1    | - 3    | - 3     | - 1    | - 2    | 12   |
| A4  | Бельгія    | - 1    | - 1    | - 2    |         |        | - 2    | 6    |
| A4  | Польща     | - 1    | - 1    | - 5    | - 1     | - 1    | - 3    | 12   |
| A4  | Нідерланди | - 1    | - 1    | - 3    | - 2     | - 4    | - 2    | 13   |
| A4  | Уельс      | - 2    |        | - 2    | - 3     | - 3    | - 4    | 14   |

## Позначки
1. ↑  Матч між Австрією та Данією мав початися о 21:45 за київським часом (20:45 CEST), проте було перенесено через перебої з електропостачанням на стадіоні.